# Frogmore

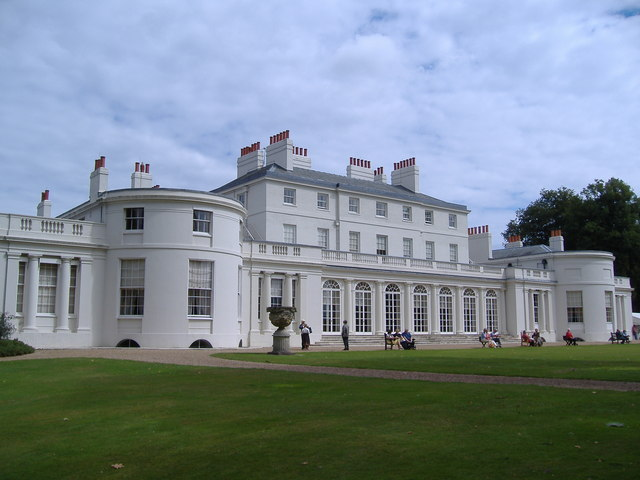
Frogmore House

Frogmore of Frogmore House is een voormalige residentie van de Britse koninklijke familie, op het terrein van Windsor Castle, waar zich ook het mausoleum voor koningin Victoria en prins Albert bevindt.

## Frogmore House
Frogmore House is een landhuis dat koning George III in 1792 aankocht voor zijn vrouw Charlotte. In dit huis werd op 25 juni 1900 Lord Mountbatten of Burma geboren.

## Royal Burial Ground
Bij Frogmore is het mausoleum dat koningin Victoria liet aanleggen voor haar man prins Albert. Later werd ze er zelf ook begraven. Het mausoleum is een ontwerp van de Duitse architect Ludwig Gruner en heeft de vorm van een Grieks kruis. Het kwam gereed in 1862. Het interieur, dat in zijn geheel typisch victoriaans genoemd wordt, was pas af in 1871. Het rode Portugese marmer dat voor het interieur werd gebruikt, was een geschenk van de Portugese koning Lodewijk, die een neef was van zowel Albert als Victoria. Het mausoleum staat plaatselijk bekend als "The Royal Mausoleum" of "The Frogmore Mausoleum".
Er is ook een tweede mausoleum voor Victoria van Saksen-Coburg-Saalfeld, de hertogin van Kent, de moeder van koningin Victoria. Dit mausoleum is ontworpen door A.J. Humbert (waarschijnlijk in samenwerking met professor Ludwig Gruner).
Behalve de regerende vorsten, die elders worden begraven, zijn de meeste leden van de Britse koninklijke familie sinds 1928 hier begraven op een begraafplaats (dus niet in een van de mausolea). Voor 1928 was het de gewoonte om leden van de koninklijke familie te begraven in Windsor Castle (met name de kapel van St. George). Belangrijke uitzonderingen zijn prins Augustus Frederick en zijn zus prinses Sophia, die begraven zijn in Kensal Green Cemetery, een begraafplaats in Kensal Green.

## Bezoeken
Het is mogelijk het huis en de tuinen te bezoeken. De Royal Burial Ground en het Mausoleum voor de hertogin van Kent kunnen niet bezocht worden. Het koninklijke mausoleum kan maar zeer beperkt bezocht worden.